# Léon Mba
Gabriel Léon Mba - também escrito como Léon MBA, Léon M'Ba; a forma Léon Mba é usada em documentos oficiais do governo do Gabão (Libreville, 9 de fevereiro de 1902 - Paris, 27 de novembro de 1967) foi o primeiro presidente do Gabão, governando entre fevereiro de 1961 a novembro de 1967.

## Antecedentes
Quando Yves Digo foi governador do Gabão (1952 - 1958), então uma colônia francesa, foram organizadas eleições para a assembleia territorial, cujo resultado foi:
- Union Démocratique et Sociale Gabonais (UDSG), de Jean Hilaire Aubame: 20 conselheiros;
- Bloc Démocratique Gabonais (BDG), de Léon Mba: 8 conselheiros;
- Independentes: 12 conselheiros.

Na escolha dos membros do conselho do governo, Léon Mba foi eleito vice-presidente.
Em 1958, o Gabão aprova a constituição proposta pelo General Charles De Gaulle, e a comunidade gabonesa é criada. A República do Gabão nasce legislativa.
Pela constituição francesa de 4 de outubro de 1958, os estados-membros da Comunidade Franco-Africana tinham a possibilidade de escolher a independência, e deixariam de ter a França como "mentora".
Em 20 de maio de 1960, o governo de Léon Mba recebeu, pelo voto da Assembleia Legislativa, o mandato de negociar com a antiga potência colonial as fases da transição entre o estado autônomo do Gabão e a independência, mas em "amizade" com a França. Em meados de julho de 1960, a comissão formada por Léon Mba, com o presidente da Assembleia Legislativa Paul Gondjout e vários outros políticos notáveis, como Prince Félix Adande-Rapontchombo, Eugène Amogho, André Gustave Anguilè, Pierre Avaro, Jean Aveno Davin, Prince Birinda de Boudieguy, Jean Félix Mba e N’Nah Bie, partem de Libreville para Paris. No Gabão, a população fica na expectativa de bons resultados. A delegação francesa era liderada por Michel Debré, primeiro ministro do General De Gaulle.
Em 17 de agosto de 1960, a independência é proclamada por Jean Risterucci, alto comissário da França para o Gabão e, a partir de então, embaixador da França no Gabão. O primeiro governo independente do Gabão é formado com Léon Mba como primeiro-ministro.
Durante o governo de Léon Mba, seu chefe de gabinete foi Albert-Bernard Bongo, e o diretor dos serviços administrativos Jacques Pigot. Em 1964, houve uma tentativa de golpe de estado. Léon Mba foi preso, e um governo provisório, com membros da oposição, foi substituído pelos militares. A ilegalidade durou 24 horas, e Léon Mba foi restabelecido.
Reeleito em 1967, não chegou a completar o mandato, pois faleceu em 27 de novembro, em Paris, aos 65 anos de idade. Omar Bongo, até então vice-presidente, assume o cargo no mesmo dia, exercendo-o por 42 anos. Em homenagem, o Aeroporto Internacional de Libreville foi rebatizado com seu nome.